# 海安郡 (越南)
海安郡（越南语：／）是越南海防市下辖的一个郡。面积97.64平方公里，2024年总人口144256人。

## 地理
海安郡北接水源市，南接阳京郡，西接吴权郡和黎真郡，东临北部湾。

## 历史
阮朝时，海安郡区域隶属海阳省建瑞府安阳县管辖。同庆三年（1888年），阮朝朝廷正式将海防割让给法国。同年，法国总统签署命令，设立海防市，海安郡一带是海防市郊区。后来，殖民政府将海防市外城（郊区）设为海安县，划归建安省管辖。
1955年9月26日，海安县划归海防市管辖。
1966年4月7日，安阳县和海安县合并为安海县。
1981年5月18日，安海县东海社万美村划归吴权郡万美坊管辖。
1987年2月17日，安海县藤江社和东溪社划归吴权郡管辖。
2002年12月20日，以安海县藤林社、藤海社、东海社、南海社、长葛社5社和吴权郡葛陂坊1坊析置海安郡；藤林社改制为藤林坊，腾海社改制为腾海坊，东海社改制为东海坊，南海社改制为南海坊，长葛社改制为长葛坊。
2007年4月5日，东海坊分设为东海一坊和东海二坊，藤林坊和葛陂坊析置成苏坊。
2024年10月24日，越南国会常务委员会通过决议，自2025年1月1日起，东海一坊武安岛区域划归水源县水潮社管辖。

## 行政区划
海安郡下辖8坊，郡人民委员会位于藤林坊。
- 葛陂坊（Phường Cát Bi）
- 东海一坊（Phường Đông Hải 1）
- 东海二坊（Phường Đông Hải 2）
- 藤海坊（Phường Đằng Hải）
- 藤林坊（Phường Đằng Lâm）
- 南海坊（Phường Nam Hải）
- 成苏坊（Phường Thành Tô）
- 长葛坊（Phường Tràng Cát）